# Ebede-Meleque

Jeremias sendo retirado do poço

Ebede-Meleque era um eunuco etíope que servia na casa do último rei do reino de Judá, Zedequias.

## História
O profeta bíblico Jeremias atuava durante o reinado de Zedequias. Nesse período, Jeremias foi acusado de sedição, sendo lançado numa lamacenta cisterna de Malquijá, no Pátio da Guarda, para que ali morresse sem comida. O ódio que sentiam por Jeremias era muito grande. No entanto, corajosamente Ebede-Meleque dirigiu-se publicamente ao rei, e apresentou um recurso em favor de Jeremias.
O rei Zedequias foi favorável ao pedido de Ebede-Meleque. Assim, juntamente com 3 homens designados pelo rei, Ebede-Meleque retirou Jeremias daquela cisterna.
Tempos após este acontecimento, Ebede-Meleque conseguiu escapar com vida da destruição que sobreveio à Jerusalém, em 607 a.C., quando os judeus foram levados ao exílio em Babilônia.